# Aphelandra tonduzii
Aphelandra tonduzii är en akantusväxtart som beskrevs av Emery Clarence Leonard. Aphelandra tonduzii ingår i släktet Aphelandra och familjen akantusväxter. Inga underarter finns listade i Catalogue of Life.